# Venaco
Venaco (korziško Venacu) je naselje in občina v francoskem departmaju Haute-Corse regije - otoka Korzika. Leta 2007 je naselje imelo 745 prebivalcev.

## Geografija
Kraj leži v osrednjem delu otoka Korzike znotraj naravnega regijskega parka Korzike, 12 km južno od Cort.

## Uprava
Venaco je sedež istoimenskega kantona, v katerega so poleg njegove vključene še občine Casanova, Muracciole, Poggio-di-Venaco, Riventosa, Santo-Pietro-di-Venaco in Vivario s 1.990 prebivalci.
Kanton Venaco je sestavni del okrožja Corte.

## Zanimivosti
- baročna župnijska cerkev sv. Mihaela iz 17. stoletja,
- železniški most Pont Eiffel na reki Vecchio, postavljen po načrtih francoskega inženirja Gustava Eiffla v 90. letih 19. stoletja, zgodovinski spomenik od leta 1976. Pod 170 metrov dolgim in 84 metrov visokim mostom se nahaja cestni most, zgrajen leta 1827.
- Fiera di U Casgiu, podeželski sejem, namenjen krepitvi pridelave otoškega sira.